# 케이프 식민지
케이프 식민지(영어: Cape Colony, 아프리칸스어: Kaapkolonie)는 케이프타운(Cape Town)을 중심으로 발전한 1795년 영국령 식민지이다.

## 역사
1795년 프랑스 혁명군이 네덜란드 동인도 회사의 모국 네덜란드 공화국을 점령했다. 이 사태에 기민하게 움직인 영국이 네덜란드 동인도 회사 소유의 영토를 점령했다. 케이프 식민지는 프랑스가 인도에 영토를 획득하려고 하는 어떠한 잠재적인 시도도 멈추게 했고, 해상을 관리함에 있어서도 최적의 위치에 있었다. 1798년 네덜란드 동인도 회사는 이 영토와 권리를 바타비아 공화국(혁명군 점령하의 네덜란드)에게 이관했다. 이로써 1799년 회사는 소멸했다. 영국과 프랑스 제1제정-프랑스의 괴뢰국가 바타비아 공화국과의 관계가 개선된 것은 1803년 아미앵 화약에 의해 케이프 식민지는 바타비아에게 반환되었다.
1806년 명목상 바타비아 공화국의 관리하에 있던 케이프 식민지는 프라우베르크 전투에서 승리한 영국에 의해 재정복되었다. 같은 시기 영국, 프랑스 제국 간의 평화는 노골적인 적의에 의해 산산히 부서졌다. 나폴레옹은 바타비아에 대한 영향력 강화를 꾀했다(같은해 나폴레옹은 바타비아를 폐지하고, 새로운 홀란드 왕국을 창설했다). 영국은 나폴레옹을 케이프 식민지에서 몰아내고 극동에 대한 교역로를 수중에 넣기를 바랐다.
영국은 1806년 1월 8일 영국령 식민지를 발족시켰다. 케이프 식민지는 1910년 남아프리카 연방(현재 남아프리카 공화국의 전신)이 발족될때까지 영국의 지배하에 머물게 되었다. 연방에 합쳐지면서 명칭은 희망봉주(통칭으로 케이프주라는 이름이 넓리 알려지게 되었다)가 되었다.

## 케이프 식민지 총독 (1652-1910)
케이프 식민지 창설자 얀 반 리베크의 칭호는 "케이프 식민지 사령관"(Commander of the Cape" 처음에는 "Opperhoot"로 불렀다)으로 그는 1652년부터 1662년까지 그 지위에 있었다. 총독의 칭호는 당시 권력을 갖고 있던 네덜란드, 그리고 영국 양국의 식민지 행정관리관으로 계승되어 오랜 계보를 남기게 되었다.

### 영국 식민지(제 1기, 1797-1803)
- 매커트니 백작 1세 조지 매커트니(George Macartney, 1st Earl Macartney) (1797 - 1798)
- 프란시스 단다스(Francis Dundas) (1번째) (임시대리) (1798 - 1799)
- 조지 영거 경(Sir George Yonge) (1799 - 1801)
- 프란시스 단다스 (2번째) (임시대리) (1801 - 1803)

### 바타비안 공화국(네덜란드) 식민지 (1803-1806)
- 야곱 아브라함 우이텐하헤 데 미스트(Jacob Abraham Uitenhage de Mist) (1803 - 1804)
- 얀 빌렘 얀센스(Jan Willem Janssens) (1803 - 1806)

### 영국 식민지 (제2기, 1806-1910)
- 데이비드 베어드 경(Sir David Baird) (임시대리) (1806 - 1807)
- 헨리 조지 그레이(Henry George Grey) (1번째) (임시대리) (1807)
- 켈레돈 백작 1세 뒤 프레 알렉산더(Du Pre Alexander, 2nd Earl of Caledon) (1807 - 1811)
- 헨리 조지 그레이 (2번째) (임시대리) (1811)
- 존 프란시스 크라독크 경(Sir John Francis Cradock) (1811 - 1814)
- 로버트 미드(Robert Meade) (크라독크의 임시대리) (1813 - 1814)
- 찰스 서머셋(Lord Charles Somerset|Charles Somerset) (1814 - 1826)
- 루페인 쇼우 던킨 경(Sir Rufane Shaw Donkin) (서머셋의 임시대리) (1820 - 1821)
- 리처드 보크(Richard Bourke) (임시대리) (1826 - 1828)
- 갈브레이스 로리 콜 경(Sir Galbraith Lowry Cole) (1828 - 1833)
- 토마스 프란시스 웨이드(Thomas Francis Wade) (다반(D'Urban)의 임시대리 1834. 1. 10일까지) (1833 - 1834)
- 벤자민 다반(Benjamin d'Urban) (1834 - 1838)
- 조지 토마스 네이피어 경(Sir George Thomas Napier) (1838 - 1844)
- 페리글린 메이트랜드 경(Sir Peregrine Maitland) (1844 - 1847)
- 헨리 포텐거 경(Sir Henry Pottinger) (1847)
- 해리 스미스 경(Sir Harry Smith) (1847 - 1852)
- 조지 카스카트(George Cathcart) (1852 - 1854)
- 찰스 헨리 다링그(Charles Henry Darling) (임시대리) (1854)
- 조지 그레이 경(Sir George Grey) (1854 - 1861)
- 로버트 헨리 위니어드(Robert Henry Wynyard]] (첫 번째) (그레이의 임시대리) (1859 - 1860)
- 로버트 위니어드 (2번째) (임시대리) (1861 - 1862)
- 필립 에드몬드 우드하우스 경(Sir Philip Edmond Wodehouse]] (1862 - 1870)
- 찰스 크라우드 헤이(Charles Craufurd Hay]] (임시대리) (1870)
- 헨리 버클리 경(Sir Henry Barkly]] (1870 - 1877)
- 헨리 버틀 프레아(Henry Bartle Frere]] (1877 - 1880)
- 헨리 휴 클리포드(Henry Hugh Clifford]] (임시대리) (1880)
- 조지 쿠민 스트라한 경(Sir George Cumine Strahan]] (임시대리) (1880 - 1881)
- 허클스 로빈슨(Hercules Robinson]] (첫 번째) (1881 - 1889)
- 레스터 스마이스 경(Sir Leicester Smyth]] (첫 번째) (로빈슨의 임시대리) (1881)
- 레스터 스마이스 (2번째) (로빈슨의 임시대리) (1883 - 1884)
- 헨리 드일리 토렌스 경(Sir Henry D'Oyley Torrens]] (로빈슨의 임시대리) (1886)
- 헨리 오거스터스 스마이스(Henry Augustus Smyth]] (임시대리) (1889)
- 헨리 프루엄 로크(Henry Brougham Loch]] (1889 – 1895)
- 윌리엄 고든 카메론 경(Sir William Gordon Cameron]] (첫 번째) (로크의 임시대리) (1891 - 1892)
- 윌리엄 고든 카메론 경 (2번째) (로크의 임시대리) (1894)
- 허클스 로빈슨 (2번째) (1895 - 1897)
- 윌리엄 하우리 굿드이너프 경(Sir William Howley Goodenough]] (임시대리) (1897)
- 알프레드 밀너(Alfred Milner]] (1897 - 1901)
- 윌리엄 프란시스 버틀러 경(Sir William Francis Butler]] (밀너의 임시대리) (1898 - 1899)
- 월터 헤리 허치슨 경(Sir Walter Hely-Hutchinson]] (1901 - 1910)
- 헨리 제너 스코벨 경(Sir Henry Jenner Scobell]] (헤리 허치슨의 임시대리) (1909)

남아프리카의 고등 행정관직은 1847년 1월 27일부터 1910년 5월 31일까지 케이프 식민지 총독이 겸임했다. 즉 남아프리카 연방 병합에 의해 케이프 식민지 총독직은 1910년 5월 31일 기점으로 폐지되었다.

## 케이프 식민지의 주요 수상 (1872-1910)
- 존 찰스 몰테노(John Charles Molteno) (1872 - 1878)
- 존 고든 스프리그 경(Sir John Gordon Sprigg) (첫 번째) (1878 - 1881)
- 토마스 찰스 스칸렌(Thomas Charles Scanlen) (1881 - 1884)
- 토마스 어핑톤(Thomas Upington) (1884 - 1886)
- 존 고든 스프리그 (2번째) (1886 - 1890)
- 세실 로즈(Cecil Rhodes) (1890 - 1896)
- 존 고든 스프리그 (3번째) (1896 - 1898)
- 윌리엄 필립 쉬라이너(William Philip Schreiner) (1898 - 1900)
- 존 고든 스프리그 (4번째) (1900 - 1904)
- 란더 스타 제임슨(Leander Starr Jameson) (1904 - 1908)
- 존 크사비에 메리만(John X. Merriman) (1908 - 1910)

케이프 식민지 수상은 1910년 5월 31일 기점으로 폐지되었다.

## 참조
- Beck, Roger B. (2000). The History of South Africa. Westport, CT: Greenwood. ISBN 0-313-30730-X.
- Davenport, T. R. H., and Christopher Saunders (2000). South Africa: A Modern History, 5th ed. New York: St. Martin's Press. ISBN 0-312-23376-0.
- Elbourne, Elizabeth (2002). Blood Ground: Colonialism, Missions, and the Contest for Christianity in the Cape Colony and Britain, 1799-1853. McGill-Queen's University Press. ISBN 0-7735-2229-8.
- Le Cordeur, Basil Alexander (1981). The War of the Axe, 1847: Correspondence between the governor of the Cape Colony, Sir Henry Pottinger, and the commander of the British forces at the Cape, Sir George Berkeley, and others. Brenthurst Press. ISBN 0-909079-14-5.
- Mabin, Alan (1983). Recession and its aftermath: The Cape Colony in the eighteen eighties. University of the Witwatersrand, African Studies Institute. ASIN B0007C5VKA
- Ross, Robert, and David Anderson (1999). Status and Respectability in the Cape Colony, 1750-1870 : A Tragedy of Manners. Cambridge University Press. ISBN 0-521-62122-4.
- Theal, George McCall (1970). History of the Boers in South Africa; Or, the Wanderings and Wars of the Emigrant Farmers from Their Leaving the Cape Colony to the Acknowledgment of Their Independence by Great Britain. Greenwood Press. ISBN 0-8371-1661-9.
- Van Der Merwe, P.J., Roger B. Beck (1995). The Migrant Farmer in the History of the Cape Colony. Ohio University Press. ISBN 0-8214-1090-3.
- Worden, Nigel, Elizabeth van Heyningen, and Vivian Bickford-Smith (1998). Cape Town: The Making of a City. Cape Town: David Philip. ISBN 0-86486-435-3.